# Tautendorf (Thuringe)
Tautendorf  est une commune allemande de l'arrondissement de Saale-Holzland, Land de Thuringe.

## Géographie
Tautendorf se trouve le long de la Bundesautobahn 9.
|             | St. Gangloff | Lindenkreuz      |
| Eineborn    | Tautendorf   |                  |
| Renthendorf |              | Münchenbernsdorf |

## Histoire
Tautendorf est mentionné pour la première fois en 1283, lorsque l'abbaye de Roda devient son magistrat.
Le village subit de lourds dommages au moment du passage des troupes du maréchal français Michel Ney pour la bataille d'Iéna.

## Personnalités liées à la commune
- Ernst Gotthelf Gersdorf (1804–1874), bibliothécaire et historien, directeur de la bibliothèque universitaire de Leipzig.

## Source de la traduction
- (de) Cet article est partiellement ou en totalité issu de l’article de Wikipédia en allemand intitulé « Tautendorf (Thüringen) » (voir la liste des auteurs).